# Apricitabin
Apricitabin (SPD754, AVX754) ist ein experimenteller Arzneistoff zur Behandlung von HIV-infizierten Patienten im Rahmen einer HIV-Kombinationstherapie.
Er gehört zur Gruppe der nukelosidischen Reverse-Transkriptase-Inhibitoren (NRTI).

## Geschichte
Apricitabin wird derzeit von Avexa Pharmaceuticals, einem australischen Pharmaunternehmen, entwickelt und getestet. Phase-IIb-Studien wurden 2006 abgeschlossen.
Der Wirkstoff wurde ursprünglich von BioChem Pharma als BCH10618 entwickelt. Nach dem Verkauf an Shire Pharmaceuticals wurde der Wirkstoff in SPD754 umbenannt. Shire verkaufte anschließend die Rechte an Avexa (AVX754).

## Pharmakologie
Apricitabin wurde in verschiedenen Studien untersucht. Ergebnis der Studien ist, dass unter Apricitabin-Monotherapie die beste Virus-Suppression bei einer Dosierung von 1200 mg erreicht wurde. Der Wirkstoff war in der Lage, die Viruslast um bis zu 1,65 Logstufen zu reduzieren.
Die Ähnlichkeit zu den Wirkstoffen Lamivudin (Epivir®) und Emtricitabin (Emtriva®) macht eine Kombination mit ihnen sinnlos.

## Pharmakokinetik
Apricitabin wurde in Studien schnell aufgenommen und hauptsächlich renal metabolisiert. Die höchsten Plasmaspiegel werden nach 1,5 bis 2,5 Stunden erreicht.

## Nebenwirkungen
Apricitabin war in den bisherigen Studien gut verträglich.

## Resistenzen
In den früheren Studien wurden keine therapiebedingten Resistenzmutationen beobachtet.
In vitro zeigte Apricitabin gute Aktivität gegen NRTI-resistente Stämme (einschließlich Zidovudin (Retrovir®) und Lamivudin (Epivir®) ). Frühere Studien zeigten, dass Apricitabin auch gegen Stämme mit Epivir-Resistenz wirksam ist. Neue Studien zeigen, dass der Wirkstoff K65R-Mutationen mit Resistenz gegen Didanosin (Videx®) und Tenofovir (Viread®) hervorrufen kann.
In zukünftigen Studien wird abzuklären sein, ob der Wirkstoff tatsächlich für die K65R-Mutation verantwortlich ist.